# 藻琴山
藻琴山（もことやま）は、北海道東部の釧路総合振興局管内とオホーツク総合振興局管内にまたがり、阿寒知床火山列に属する成層火山。標高999.9メートル。

## 概要
阿寒摩周国立公園に属しており、屈斜路カルデラ外輪山最大の標高を持つ。また、頂上には一等三角点「藻琴山」があり、太平洋側の一級河川釧路川水系とオホーツク海側の一級河川網走川水系、二級河川藻琴川水系、浦士別川水系、止別川水系の分水嶺となっている。北海道の百名山、北海道自然100選に選定されている。
藻琴山自然休養林があり、深緑や紅葉の自然探勝のほか、登山、キャンプ、スキー等も可能である。

## 周辺
- 藻琴峠、小清水峠
  - 北海道道102号網走川湯線、北海道道587号跡佐登小清水線が近隣を通過している
- 野上峠
- 美幌峠
- 屈斜路湖

## 登山道
- 登山道コース（銀嶺水）[6]
- スカイライン遊歩道コース（ハイランド小清水725）[6]
- 両登山口をつなぐ周回コースも設定されている[6]。